# 岡山県道281号大曲船穂線
岡山県道281号大曲船穂線（おかやまけんどう281ごう おおまがりふなおせん）は、岡山県倉敷市を通る一般県道である。

## 概要
倉敷市の真備町箭田（やた）より船穂町船穂へ至る市域内完結路線である。

### 路線データ
- 起点：岡山県倉敷市真備町箭田（二万口南交差点、国道486号交点、岡山県道278号宍粟真備線終点）
- 終点：岡山県倉敷市船穂町船穂（岡山県道60号倉敷笠岡線現道交点）
- 実延長：6.2 km[注釈 1][1]

## 歴史

### 年表
- 2005年（平成17年）8月1日 - 吉備郡真備町と浅口郡船穂町が倉敷市に編入合併。
- 2018年（平成30年）7月6日 - 平成30年7月豪雨が発生、真備町地内の沿線地域[2]で甚大な被害。

## 路線状況

### 道路施設
- 二万橋（倉敷市真備町箭田 - 下二万）

延長246 m、幅員9.0 m、小田川に架橋。

## 地理

### 通過する自治体
- 岡山県
  - 倉敷市

### 交差する道路
| 交差する道路                                                  | 交差する場所       | 交差する場所          |
| ------------------------------------------------------------- | ------------------ | --------------------- |
| 国道486号 岡山県道278号宍粟真備線                             | 真備町箭田（やた） | 二万口南交差点 / 起点 |
| 岡山県道470号柳井原上二万線                                   | 真備町上二万       |                       |
| 岡山県営広域営農団地農道備南地区南幹線 / 広域農道備南街道南線 | 真備町上二万       |                       |
| 岡山県道60号倉敷笠岡線 / 新道                                 | 船穂町船穂         |                       |
| 岡山県道60号倉敷笠岡線 / 現道                                 | 船穂町船穂         |                       |

### 交差する鉄道
- 井原鉄道井原線（倉敷市真備町箭田）
- 山陽新幹線（倉敷市船穂町船穂）

### 沿線
- マービーふれあいセンター（倉敷市真備町箭田）
- 二万大塚古墳（倉敷市真備町下二万）
- 上二萬神社（八幡神社）（倉敷市真備町上二万）
- 倉敷市立二万小学校（倉敷市真備町上二万）
- 倉敷市立船穂中学校（倉敷市船穂町船穂）
- 倉敷市立船穂小学校（倉敷市船穂町船穂）
- 倉敷市役所船穂支所（倉敷市船穂町船穂）